# Big Brother 2024
O Big Brother 2024, também denominado BB 2024, foi a décima edição do reality show Big Brother em Portugal, transmitido pela TVI.  
Inicialmente planeada para ser apresentada por Cristina Ferreira, acabou, no entanto, por ser Cláudio Ramos a assumir esse cargo.
Esta edição marca o regresso de Maria Botelho Moniz, Marta Cardoso e Iva Domingues à apresentação dos blocos diários do programa.
Teve como grande vencedora a Inês Morais, concorrente que entrou no jogo após 3 semanas do seu início, tendo recebido 61% dos votos do público contra Daniela Ventura. Fábio Caçador e André Silva ficaram com o terceiro e quarto lugares, respectivamente. Assim como na edição regular anterior, o prémio da ganhadora foi de 100.000€.

## O jogo

### Lounge do Líder
Este será o local mais desejado pelo concorrentes. Além das vantagens de jogo que o Líder da semana adquire (imunidade, destaque no jogo e a responsabilidade da distribuição de tarefas e organização da casa), o Líder terá acesso ao "Lounge do Líder" um espaço só dele e dos companheiros a quem decidir dar acesso. Neste espaço encontrarão conforto, acesso privilegiado a uma sala de controlo e imagens exclusivas.

### Poder do Líder
Quando ocorre um empate nas nomeações, o líder tem a oportunidade de salvar todos os concorrentes que estavam em risco, à exceção de um. O concorrente não salvo pelo líder é nomeado.

### Prova Boomerang
Todos os nomeados, exceto o indicado pelo líder, disputam a prova. O vencedor da prova fica a salvo das nomeações. No caso de haver empate, é o líder quem decide que concorrente se mantém nomeado e que concorrente fica a salvo das nomeações.

## Transmissão
| Bloco       | Dia              | Horário            | Duração  | Apresentador(a)                                                                                          |
| ----------- | ---------------- | ------------------ | -------- | --- |
| Gala        | Domingo          | 21h30              | 180 min. | Cláudio Ramos                                                                                            |
| Última Hora | Segunda a sábado | 17h45              | 60 min.  | Alice Alves Maria Botelho Moniz (substituta) Iva Domingues (sábado) Marta Cardoso (substituta de sábado) |
| Diário      | Segunda a sábado | 19h15              | 45 min.  | Maria Botelho Moniz Alice Alves (substituta) Iva Domingues (sábado) Marta Cardoso (substituta de sábado) |
| Especial    | Segunda a sexta  | 21h30              | 30 min.  | Cláudio Ramos Maria Botelho Moniz (substituta)                                                           |
| Extra       | Segunda a sábado | 00h/23h15 (sábado) | 90 min.  | Marta Cardoso Iva Domingues (sábado)                                                                     |
| A Semana    | Sábado           | 00h                | 90 min.  | Sem apresentador(a)                                                                                      |

Acompanhamento das 10h às 3h em direto, no canal TVI Reality.

## Big Brother – A Escolha

### Dinâmica
Na semana de pré-estreia do Big Brother 2024, dois candidatos a concorrentes, enfrentam-se diariamente, mostrando que têm o que é preciso para ganhar um lugar na casa mais famosa do país. Em cada dia, apenas um vencedor ou vencedora por duelo.
A decisão é tomada por três grandes vencedores do Big Brother, Francisco Monteiro, Bruna Gomes e Bruno Savate.
No sábado, véspera da estreia do Big Brother 2024, o público escolhe, entre os vencedores de cada duelo, dois concorrentes para entrar na casa na gala de estreia.
O programa estreou a 18 de março de 2024 e terminou 6 dias depois, a 23 de março, sendo transmitido às 19h. Contou com a apresentação de Maria Botelho Moniz.

### Duelos
|         | Nome              | Origem            | Ocupação                            | Idade | Escolhido(a)           | Ref.ª  |
| ------- | ----------------- | ----------------- | ----------------------------------- | ----- | ---------------------- | ------ |
| Duelo 1 | Andreia Lemos     | Viseu             | Gestora bancária                    | 24    | Andreia Lemos (42%)    | [ 9 ]  |
| Duelo 1 | Inês Morais       | Viseu             | Estudante                           | 24    | Andreia Lemos (42%)    | [ 10 ] |
| Duelo 2 | Arthur Almeida    | São Paulo         | Estudante                           | 20    | Arthur Almeida (57%)   | [ 11 ] |
| Duelo 2 | Bárbara Gomes     | Cascais           | Comissária de Bordo                 | 23    | Arthur Almeida (57%)   | [ 12 ] |
| Duelo 3 | Gil Teotónio      | Gafanha da Nazaré | Estudante                           | 22    | Rita Oliveira (43%)    | [ 13 ] |
| Duelo 3 | Rita Oliveira     | Maia              | Estudante                           | 21    | Rita Oliveira (43%)    | [ 14 ] |
| Duelo 4 | Alex Ferreira     | Mangualde         | Fotógrafo                           | 27    | Alex Ferreira (74%)    | [ 15 ] |
| Duelo 4 | Mafalda Pereira   | Caldas da Rainha  | Estudante                           | 23    | Alex Ferreira (74%)    | [ 16 ] |
| Duelo 5 | Ilona Matviychuk  | Ucrânia           | Assistente dentária                 | 28    | Ilona Matviychuk (64%) | [ 17 ] |
| Duelo 5 | Margarida Marques | Lisboa            | Personal Trainer e Terapeuta sexual | 27    | Ilona Matviychuk (64%) | [ 18 ] |

### Final[a]
| Classificação | Classificação    | Classificação |
| #             | Participante     | Percentagem   |
| ------------- | ---------------- | ------------- |
| 1             | Alex Ferreira    | 37% (entre 3) |
| 2             | Ilona Matviychuk | 35% (entre 3) |
| 3             | Arthur Almeida   | 28% (entre 3) |
| 4             | Rita Oliveira    | 15% (entre 4) |
| 5             | Andreia Lemos    | 12% (entre 5) |

## Concorrentes
| Nome             | Origem              | Ocupação                     | Idade | Posição                                             | Ref.ª  |
| ---------------- | ------------------- | ---------------------------- | ----- | --------------------------------------------------- | ------ |
| Inês Morais      | Viseu               | Estudante                    | 24    | Vencedora em 30 de junho de 2024                    | [ 10 ] |
| Daniela Ventura  | Angola              | Aspirante a atriz            | 23    | 2.º lugar em 30 de junho de 2024                    | [ 19 ] |
| Fábio Caçador    | Moura               | Diretor comercial            | 36    | 3.º lugar em 30 de junho de 2024                    | [ 20 ] |
| André Silva      | Viseu               | Árbitro de futebol e barista | 26    | 4.º lugar em 30 de junho de 2024                    | [ 21 ] |
| David Maurício   | Alverca do Ribatejo | Comercial                    | 22    | 19.º Expulso em 27 de junho de 2024                 | [ 22 ] |
| João Oliveira    | Trofa               | Personal Trainer             | 25    | 18.º Expulso em 23 de junho de 2024                 | [ 23 ] |
| Carolina Nunes   | Porto               | Engenheira de sistemas       | 22    | 17.ª Expulsa em 16 de junho de 2024                 | [ 24 ] |
| Gabriel Sousa    | Penafiel            | Engenheiro agrónomo          | 26    | 16.º Expulso em 9 de junho de 2024                  | [ 25 ] |
| Daniel Pereira   | Pinhel              | Agricultor                   | 23    | 15.º Expulso em 2 de junho de 2024                  | [ 26 ] |
| Margarida Castro | Mafra               | Estudante                    | 26    | 14.ª Expulsa em 26 de maio de 2024                  | [ 27 ] |
| Renata Andrade   | Porto               | Jornalista                   | 24    | 13.ª Expulsa em 19 de maio de 2024                  | [ 28 ] |
| Catarina Miranda | Almeirim            | Chefe de cozinha             | 25    | 12.ª Expulsa pelo Big Brother em 16 de maio de 2024 | [ 29 ] |
| Gil Teotónio     | Gafanha da Nazaré   | Estudante                    | 22    | 11.º Expulso em 12 de maio de 2024                  | [ 13 ] |
| Alex Ferreira    | Mangualde           | Fotógrafo                    | 27    | 10.º Expulso em 11 de maio de 2024                  | [ 15 ] |
| Arthur Almeida   | São Paulo           | Estudante                    | 20    | 9.º Expulso em 5 de maio de 2024                    | [ 11 ] |
| Rita Oliveira    | Maia                | Estudante                    | 21    | 8.ª Expulsa em 28 de abril de 2024                  | [ 14 ] |
| Sérgio Duarte    | Azeitão             | GNR                          | 30    | Desistente em 22 de abril de 2024                   | [ 30 ] |
| Catarina Sampaio | Fafe                | Gerente                      | 35    | 7.ª Expulsa em 21 de abril de 2024                  | [ 31 ] |
| Bárbara Gomes    | Cascais             | Comissária de Bordo          | 23    | 6.ª Expulsa em 20 de abril de 2024                  | [ 12 ] |
| Leokádia Pombo   | Moçambique          | Modelo e Relações-Públicas   | 34    | 5.ª Expulsa em 14 de abril de 2024                  | [ 32 ] |
| Luís Fonseca     | Beja                | Diretor empresarial          | 47    | Desistente em 14 de abril de 2024                   | [ 33 ] |
| Jacques Costa    | Loures              | Relações internacionais      | 23    | 4.ª Expulsa pelo Big Brother em 7 de abril de 2024  | [ 34 ] |
| Ilona Matviychuk | Ucrânia             | Assistente dentária          | 28    | 3.ª Expulsa em 7 de abril de 2024                   | [ 17 ] |
| Catarina Ribeiro | Coimbra             | Solicitadora                 | 23    | 2.ª Expulsa em 6 de abril de 2024                   | [ 35 ] |
| Nelson Fernandes | Póvoa de Varzim     | Personal Trainer             | 34    | 1.º Expulso em 31 de março de 2024                  | [ 36 ] |

## Entradas e eliminações
| Classificação | Classificação    | Classificação       | Classificação       | Classificação       | Classificação | Classificação |
| #             | Participante     | Origem              | Entrada             | Saída               | Total votos   | Total dias    |
| ------------- | ---------------- | ------------------- | ------------------- | ------------------- | ------------- | ------------- |
| 1             | Inês Morais      | Viseu               | 16 de abril de 2024 | 30 de junho de 2024 | 13            | 76            |
| 2             | Daniela Ventura  | Angola              | 24 de março de 2024 | 30 de junho de 2024 | 35            | 99            |
| 3             | Fábio Caçador    | Moura               | 24 de março de 2024 | 30 de junho de 2024 | 20            | 99            |
| 4             | André Silva      | Viseu               | 24 de março de 2024 | 30 de junho de 2024 | 37            | 99            |
| 5             | David Maurício   | Alverca do Ribatejo | 24 de março de 2024 | 27 de junho de 2024 | 51            | 96            |
| 6             | João Oliveira    | Trofa               | 24 de março de 2024 | 23 de junho de 2024 | 30            | 92            |
| 7             | Carolina Nunes   | Porto               | 24 de março de 2024 | 16 de junho de 2024 | 32            | 85            |
| 8             | Gabriel Sousa    | Penafiel            | 24 de março de 2024 | 9 de junho de 2024  | 12            | 78            |
| 9             | Daniel Pereira   | Pinhel              | 24 de março de 2024 | 2 de junho de 2024  | 25            | 71            |
| 10            | Margarida Castro | Mafra               | 24 de março de 2024 | 26 de maio de 2024  | 23            | 64            |
| 11            | Renata Andrade   | Porto               | 24 de março de 2024 | 19 de maio de 2024  | 14            | 57            |
| 12            | Catarina Miranda | Almeirim            | 24 de março de 2024 | 16 de maio de 2024  | 17            | 54            |
| 13            | Gil Teotónio     | Gafanha da Nazaré   | 16 de abril de 2024 | 12 de maio de 2024  | 21            | 27            |
| 14            | Alex Ferreira    | Mangualde           | 24 de março de 2024 | 11 de maio de 2024  | 8             | 49            |
| 15            | Arthur Almeida   | São Paulo           | 6 de abril de 2024  | 5 de maio de 2024   | 21            | 30            |
| 16            | Rita Oliveira    | Maia                | 6 de abril de 2024  | 28 de abril de 2024 | 7             | 23            |
| 17            | Sérgio Duarte    | Azeitão             | 24 de março de 2024 | 22 de abril de 2024 | 4             | 30            |
| 18            | Catarina Sampaio | Fafe                | 24 de março de 2024 | 21 de abril de 2024 | 8             | 29            |
| 19            | Bárbara Gomes    | Cascais             | 16 de abril de 2024 | 20 de abril de 2024 | 0             | 5             |
| 20            | Leokádia Pombo   | Moçambique          | 24 de março de 2024 | 14 de abril de 2024 | 7             | 22            |
| 21            | Luís Fonseca     | Beja                | 24 de março de 2024 | 14 de abril de 2024 | 3             | 22            |
| 22            | Jacques Costa    | Loures              | 24 de março de 2024 | 7 de abril de 2024  | 11            | 15            |
| 23            | Ilona Matviychuk | Ucrânia             | 24 de março de 2024 | 7 de abril de 2024  | 3             | 15            |
| 24            | Catarina Ribeiro | Coimbra             | 24 de março de 2024 | 6 de abril de 2024  | 7             | 14            |
| 25            | Nelson Fernandes | Póvoa de Varzim     | 24 de março de 2024 | 31 de março de 2024 | 1             | 8             |

#### Legenda
|  | Vencedor(a)  |
|  | Finalista    |
|  | Eliminado(a) |
|  | Expulso(a)   |
|  | Desistente   |
|  | Convidado(a) |

## Controvérsias

### Não Binarismo
Jacques Costa foi a primeira concorrente não binária, a entrar na casa do Big Brother, da TVI. A concorrente vinda de Loures pediu para ser tratada com pronomes femininos, o que gerou controvérsia fora e dentro da casa. Contudo, a concorrente esclareceu que isso ocorre devido à língua portuguesa não apresentar pronomes neutros.

## Nomeações
|                             | Semana 1                                                                                | Semana 2 | Semana 2                                                        | Semana 3                                                                                   | Semana 4 | Semana 4                             | Semana 5                                                                        | Semana 6                                                                           | Semana 7                                                                               | Semana 8                                                                                               | Semana 9                                                      | Semana 10                                                                           | Semana 11                                                                                               | Semana 12                                                  | Semana 13                                                   | Semana 14                         | Semana 14                         | Semana 14                         | Nomeações recebidas |
| Dia 8                       | Semana 1                                                                                | Dia 14 | Dia 23                                                          | Semana 3                                                                                   | Dia 24 | Dia 92                               | Semana 5                                                                        | Semana 6                                                                           | Semana 7                                                                               | Semana 8                                                                                               | Semana 9                                                      | Semana 10                                                                           | Semana 11                                                                                               | Semana 12                                                  | Semana 13                                                   | Final                             | Final                             |                                   | Nomeações recebidas |
| --------------------------- | --------------------------------------------------------------------------------------- | --- | --------------------------------------------------------------- | ------------------------------------------------------------------------------------------ | --- | ------------------------------------ | ------------------------------------------------------------------------------- | ---------------------------------------------------------------------------------- | -------------------------------------------------------------------------------------- | --- | ------------------------------------------------------------- | ----------------------------------------------------------------------------------- | --- | ---------------------------------------------------------- | ----------------------------------------------------------- | --------------------------------- | --------------------------------- | --------------------------------- | ------------------- |
| Líder                       | Fábio                                                                                   | Daniel | Daniel                                                          | André                                                                                      | João | João                                 | Margarida                                                                       | Daniel                                                                             | Inês                                                                                   | Gabriel (demitido) Daniel (mais tarde)                                                                 | André                                                         | David                                                                               | André                                                                                                   | Daniela                                                    | Inês                                                        | André (sem imunidade)             | André (sem imunidade)             | André (sem imunidade)             | (nenhum)            |
| Indicado (Líder)            | Nelson                                                                                  | Daniela | (nenhum)                                                        | Catarina S                                                                                 | David | (nenhum)                             | Daniela                                                                         | Fábio                                                                              | João                                                                                   | Renata                                                                                                 | Fábio                                                         | Daniela                                                                             | Fábio                                                                                                   | João                                                       | (nenhum)                                                    | (nenhum)                          | (nenhum)                          | (nenhum)                          | (nenhum)            |
| Decisão (Indicado do Líder) |                                                                                         | Imunidade para Ilona                                                                                          | (nenhum)                                                        |                                                                                            | Nomeação para Carolina | (nenhum)                             | Nomeação para Alex                                                              | Nomeação para Gabriel                                                              |                                                                                        | Nomeação para Inês                                                                                     |                                                               | Imunidade para Fábio                                                                | Nomeação para Gabriel                                                                                   | Nomeação para Fábio                                        | (nenhum)                                                    | (nenhum)                          | (nenhum)                          | (nenhum)                          | (nenhum)            |
| Penalty                     | (nenhum)                                                                                | (nenhum) | (nenhum)                                                        | (nenhum)                                                                                   | (nenhum) | (nenhum)                             | (nenhum)                                                                        | André+2, Arthur+2, Carolina+2, Gil+2                                               | (nenhum)                                                                               | Daniel+2                                                                                               | Carolina-2                                                    | João+2, Inês-2                                                                      | (nenhum)                                                                                                | (nenhum)                                                   | André+1, Daniela-2                                          | (nenhum)                          | (nenhum)                          | (nenhum)                          | (nenhum)            |
| Indicado (Casa)             | André, Carolina, Catarina M, Catarina R, Daniel, Daniela, João                          | André, Catarina M, Catarina R, Jacques, João                                                                  | (nenhum)                                                        | Arthur, David, Leokádia, Renata                                                            | André, Arthur, Catarina S, Daniela, Rita                                                                                      | (nenhum)                             | David, Gil, Inês                                                                | André, Arthur, Carolina, Gil                                                       | Alex, Carolina, David, Fábio, Gil                                                      | Carolina, Daniel, Daniela, Fábio, João                                                                 | David, Margarida, Daniela, João                               | André, Daniel, João, Gabriel, Carolina                                              | (nenhum)                                                                                                | Carolina, David, Inês                                      | André, David, Fábio, João                                   | (nenhum)                          | (nenhum)                          | (nenhum)                          | (nenhum)            |
| Salvo (Boomerang)           | João André                                                                              | João | (nenhum)                                                        | Arthur                                                                                     | Rita | (nenhum)                             | Gil                                                                             | André                                                                              | Fábio                                                                                  | Daniel                                                                                                 | João                                                          | Gabriel                                                                             | João | Inês                                                       | (nenhum)                                                    | (nenhum)                          | (nenhum)                          | (nenhum)                          | (nenhum)            |
| Salvo (Líder)               | Catarina M, Daniela                                                                     | (nenhum) | (nenhum)                                                        | (nenhum)                                                                                   | (nenhum) | (nenhum)                             | (nenhum)                                                                        | (nenhum)                                                                           | (nenhum)                                                                               | (nenhum)                                                                                               | (nenhum)                                                      | (nenhum)                                                                            | (nenhum)                                                                                                | (nenhum)                                                   | (nenhum)                                                    | (nenhum)                          | (nenhum)                          | (nenhum)                          | (nenhum)            |
|                             |                                                                                         | |                                                                 |                                                                                            | |                                      |                                                                                 |                                                                                    |                                                                                        | |                                                               |                                                                                     | |                                                            |                                                             |                                   |                                   |                                   |                     |
| Inês                        | Ausente                                                                                 | Ausente | Ausente                                                         | Ausente                                                                                    | Ausente | Sem Nomeações                        | Fábio, David, Carolina                                                          | Margarida, Arthur                                                                  | Fábio, David                                                                           | Margarida, Fábio, David                                                                                | Margarida, David                                              | Daniel, André, João                                                                 | Sem Nomeações                                                                                           | David, André                                               | João, David                                                 | Daniela para salvar               | Vencedora (Dia 99)                | Vencedora (Dia 99)                | 13                  |
| Daniela                     | Daniel, Catarina M                                                                      | Nomeada | Margarida                                                       | Daniel, Arthur, Renata                                                                     | Daniel, Margarida, Arthur | Sem Nomeações                        | Nomeada                                                                         | Gil, Renata                                                                        | Gil, Daniel                                                                            | Joãox2, Carolinax2                                                                                     | Margarida, Daniel                                             | Nomeada                                                                             | Sem Nomeações                                                                                           | Carolina                                                   | João, Fábio                                                 | David para salvar                 | 2.º lugar (Dia 99)                | 2.º lugar (Dia 99)                | 35                  |
| Fábio                       | Catarina M, Catarina R                                                                  | Catarina M, André                                                                                             | Margarida                                                       | Daniel, Gabriel, Carolina                                                                  | André, Daniel, Arthur | Sem Nomeações                        | André, Catarina M, Gil                                                          | Nomeado                                                                            | Daniel, Gil                                                                            | Daniel, André                                                                                          | Nomeado                                                       | Danielx2                                                                            | Nomeado                                                                                                 | Carolina, Inês                                             | André, João                                                 | Daniela para salvar               | 3.º lugar (Dia 99)                | 3.º lugar (Dia 99)                | 20                  |
| André                       | Carolina, João                                                                          | Margarida, Catarina M                                                                                         | David                                                           | David, João, Rita                                                                          | Arthur, Rita, Catarina S | Sem Nomeações                        | Gil, David, Fábio                                                               | Gil, David                                                                         | Fábio, Gil                                                                             | Fábio, David                                                                                           | Daniela, João, David                                          | Carolinax2                                                                          | Sem Nomeações                                                                                           | Davidx2                                                    | Fábio, David, João                                          | Daniela para salvar               | 4.º lugar (Dia 99)                | 4.º lugar (Dia 99)                | 37                  |
| David                       | Gabriel, André                                                                          | André, Catarina R                                                                                             | Margarida                                                       | Daniel, Renata, Margarida                                                                  | Nomeado | Sem Nomeações                        | Inês, Renata, André                                                             | André, Gil                                                                         | Gil, Alex                                                                              | João, Carolina                                                                                         | João, Margarida                                               | Daniel, André, Gabriel                                                              | Sem Nomeações                                                                                           | Carolina, Inês                                             | André, João                                                 | Daniela para salvar               | Expulso (Dia 96)                  | Expulso (Dia 96)                  | 51                  |
| João                        | Daniela, Gabriel                                                                        | André, Catarina M                                                                                             | Sérgio                                                          | Leokádia, David, Arthur                                                                    | Daniela, André, Arthur | Sem Nomeações                        | Inês, André, Renata                                                             | Margaridax2, Andréx2                                                               | Nomeado                                                                                | Daniel, David                                                                                          | Daniela, David                                                | Gabriel, André, Inês                                                                | Sem Nomeações                                                                                           | Nomeado                                                    | David, Fábio                                                | Expulso (Dia 92)                  | Expulso (Dia 92)                  | Expulso (Dia 92)                  | 30                  |
| Carolina                    | Margarida, Daniel                                                                       | Catarina R, Fábio                                                                                             | Gabriel                                                         | Leokádia, David, Daniela                                                                   | Catarina S, Gabriel, Sérgio                                                                                                   | Sem Nomeações                        | Catarina M, Daniel, Inês                                                        | André, Margarida                                                                   | Fábio, David                                                                           | Daniela, Catarina M                                                                                    | David, Margarida                                              | Daniel, André, Gabriel                                                              | Sem Nomeações                                                                                           | David                                                      | Expulsa (Dia 85)                                            | Expulsa (Dia 85)                  | Expulsa (Dia 85)                  | Expulsa (Dia 85)                  | 32                  |
| Gabriel                     | Luís, Catarina R                                                                        | Alex, Fábio                                                                                                   | Catarina R                                                      | Jacques, Renata, Rita                                                                      | Danielax2 | Sem Nomeações                        | Fábio, Inês, Gil                                                                | Gil                                                                                | Alex, Carolina                                                                         | Daniela, João                                                                                          | David                                                         | Inês, Carolina, João                                                                | Sem Nomeações                                                                                           | Expulso (Dia 78)                                           | Expulso (Dia 78)                                            | Expulso (Dia 78)                  | Expulso (Dia 78)                  | Expulso (Dia 78)                  | 12                  |
| Daniel                      | Carolina, Sérgio                                                                        | Luís, Jacques                                                                                                 | Ilona                                                           | Jacques, Daniela, Fábio                                                                    | Catarina S, Daniela, Rita | Sem Nomeações                        | Inês, Gil, Renata                                                               | Danielax2                                                                          | Carolina, Renata                                                                       | Fábio, Daniela                                                                                         | Daniela, David                                                | Carolina, Inês, Gabriel                                                             | Expulso (Dia 71)                                                                                        | Expulso (Dia 71)                                           | Expulso (Dia 71)                                            | Expulso (Dia 71)                  | Expulso (Dia 71)                  | Expulso (Dia 71)                  | 25                  |
| Margarida                   | Carolina, André                                                                         | André, Carolina                                                                                               | Luís                                                            | David, Jacques, Daniela                                                                    | Daniela, Rita, Catarina S | Sem Nomeações                        | Davidx2, Carolina, Gil                                                          | Carolina, Gil                                                                      | Alex, Gil                                                                              | Danielax2                                                                                              | David, Inês                                                   | Expulsa (Dia 64)                                                                    | Expulsa (Dia 64)                                                                                        | Expulsa (Dia 64)                                           | Expulsa (Dia 64)                                            | Expulsa (Dia 64)                  | Expulsa (Dia 64)                  | Expulsa (Dia 64)                  | 23                  |
| Renata                      | Sérgio, João                                                                            | João, David                                                                                                   | David                                                           | David, Leokádia, Arthur                                                                    | Arthurx2 | Sem Nomeações                        | David, André, Inês                                                              | André                                                                              | David, Daniela                                                                         | Nomeada                                                                                                | Expulsa (Dia 57)                                              | Expulsa (Dia 57)                                                                    | Expulsa (Dia 57)                                                                                        | Expulsa (Dia 57)                                           | Expulsa (Dia 57)                                            | Expulsa (Dia 57)                  | Expulsa (Dia 57)                  | Expulsa (Dia 57)                  | 14                  |
| Catarina M                  | Daniela, Carolina                                                                       | Catarina S, Jacques                                                                                           | Carolina                                                        | David, Jacques, Renata                                                                     | Catarina S, Daniela, Rita | Sem Nomeações                        | Carolina, Gil, David                                                            | Carolinax2, Arthurx2                                                               | Carolina, David                                                                        | Fábio, Carolina                                                                                        | Expulsa pelo Big Brother (Dia 54)                             | Expulsa pelo Big Brother (Dia 54)                                                   | Expulsa pelo Big Brother (Dia 54)                                                                       | Expulsa pelo Big Brother (Dia 54)                          | Expulsa pelo Big Brother (Dia 54)                           | Expulsa pelo Big Brother (Dia 54) | Expulsa pelo Big Brother (Dia 54) | Expulsa pelo Big Brother (Dia 54) | 17                  |
| Gil                         | Ausente                                                                                 | Ausente | Ausente                                                         | Ausente                                                                                    | Ausente | Sem Nomeações                        | Fábio, David, João                                                              | Arthur, David                                                                      | Margarida, David                                                                       | Expulso (Dia 50)                                                                                       | Expulso (Dia 50)                                              | Expulso (Dia 50)                                                                    | Expulso (Dia 50)                                                                                        | Expulso (Dia 50)                                           | Expulso (Dia 50)                                            | Expulso (Dia 50)                  | Expulso (Dia 50)                  | Expulso (Dia 50)                  | 21                  |
| Alex                        | Catarina M, João                                                                        | Catarina M, Catarina R                                                                                        | David                                                           | Leokádia, Jacques, Arthur                                                                  | Danielax2, Arthurx2 | Sem Nomeações                        | Gabriel, David, Catarina M                                                      | David, Daniela                                                                     | David, Margarida                                                                       | Expulso (Dia 49)                                                                                       | Expulso (Dia 49)                                              | Expulso (Dia 49)                                                                    | Expulso (Dia 49)                                                                                        | Expulso (Dia 49)                                           | Expulso (Dia 49)                                            | Expulso (Dia 49)                  | Expulso (Dia 49)                  | Expulso (Dia 49)                  | 8                   |
| Arthur                      | Ausente                                                                                 | Ausente | André                                                           | Alex, Margarida, Renata                                                                    | Catarina S, André, Renata | Sem Nomeações                        | Gil, David, Inês                                                                | Gil, Alex                                                                          | Expulso (Dia 43)                                                                       | Expulso (Dia 43)                                                                                       | Expulso (Dia 43)                                              | Expulso (Dia 43)                                                                    | Expulso (Dia 43)                                                                                        | Expulso (Dia 43)                                           | Expulso (Dia 43)                                            | Expulso (Dia 43)                  | Expulso (Dia 43)                  | Expulso (Dia 43)                  | 21                  |
| Rita                        | Ausente                                                                                 | Ausente | André                                                           | Margarida, Leokádia, João                                                                  | Catarina M, André, Gabriel | Sem Nomeações                        | André, David, Daniel                                                            | Expulsa (Dia 36)                                                                   | Expulsa (Dia 36)                                                                       | Expulsa (Dia 36)                                                                                       | Expulsa (Dia 36)                                              | Expulsa (Dia 36)                                                                    | Expulsa (Dia 36)                                                                                        | Expulsa (Dia 36)                                           | Expulsa (Dia 36)                                            | Expulsa (Dia 36)                  | Expulsa (Dia 36)                  | Expulsa (Dia 36)                  | 7                   |
| Sérgio                      | Daniel, André                                                                           | Catarina R, Jacques                                                                                           | Catarina R                                                      | Jacques, Arthur, Leokádia                                                                  | Daniela, Alex, Arthur | Sem Nomeações                        | Gil, Inês, Catarina M                                                           | Desistente (Dia 30)                                                                | Desistente (Dia 30)                                                                    | Desistente (Dia 30)                                                                                    | Desistente (Dia 30)                                           | Desistente (Dia 30)                                                                 | Desistente (Dia 30)                                                                                     | Desistente (Dia 30)                                        | Desistente (Dia 30)                                         | Desistente (Dia 30)               | Desistente (Dia 30)               | Desistente (Dia 30)               | 4                   |
| Catarina S                  | Daniela, Catarina R                                                                     | Catarina M, João                                                                                              | Catarina R                                                      | Nomeada                                                                                    | André, Margarida, Catarina M                                                                                                  | Sem Nomeações                        | Expulsa (Dia 29)                                                                | Expulsa (Dia 29)                                                                   | Expulsa (Dia 29)                                                                       | Expulsa (Dia 29)                                                                                       | Expulsa (Dia 29)                                              | Expulsa (Dia 29)                                                                    | Expulsa (Dia 29)                                                                                        | Expulsa (Dia 29)                                           | Expulsa (Dia 29)                                            | Expulsa (Dia 29)                  | Expulsa (Dia 29)                  | Expulsa (Dia 29)                  | 8                   |
| Bárbara                     | Ausente                                                                                 | Ausente | Ausente                                                         | Ausente                                                                                    | Ausente | Sem Nomeações                        | Expulsa (Dia 28)                                                                | Expulsa (Dia 28)                                                                   | Expulsa (Dia 28)                                                                       | Expulsa (Dia 28)                                                                                       | Expulsa (Dia 28)                                              | Expulsa (Dia 28)                                                                    | Expulsa (Dia 28)                                                                                        | Expulsa (Dia 28)                                           | Expulsa (Dia 28)                                            | Expulsa (Dia 28)                  | Expulsa (Dia 28)                  | Expulsa (Dia 28)                  | 0                   |
| Leokádia                    | Daniel, Ilona                                                                           | João, Renata                                                                                                  | David                                                           | Carolina, João, Renata                                                                     | Expulsa (Dia 22) | Expulsa (Dia 22)                     | Expulsa (Dia 22)                                                                | Expulsa (Dia 22)                                                                   | Expulsa (Dia 22)                                                                       | Expulsa (Dia 22)                                                                                       | Expulsa (Dia 22)                                              | Expulsa (Dia 22)                                                                    | Expulsa (Dia 22)                                                                                        | Expulsa (Dia 22)                                           | Expulsa (Dia 22)                                            | Expulsa (Dia 22)                  | Expulsa (Dia 22)                  | Expulsa (Dia 22)                  | 7                   |
| Luís                        | Daniel, André                                                                           | André, Leokádia                                                                                               | Ilona                                                           | Rita, Arthur, Daniela                                                                      | Desistente (Dia 22) | Desistente (Dia 22)                  | Desistente (Dia 22)                                                             | Desistente (Dia 22)                                                                | Desistente (Dia 22)                                                                    | Desistente (Dia 22)                                                                                    | Desistente (Dia 22)                                           | Desistente (Dia 22)                                                                 | Desistente (Dia 22)                                                                                     | Desistente (Dia 22)                                        | Desistente (Dia 22)                                         | Desistente (Dia 22)               | Desistente (Dia 22)               | Desistente (Dia 22)               | 3                   |
| Jacques                     | Sem Nomeações                                                                           | Catarina M, Margarida                                                                                         | Jacques                                                         | Nomeada                                                                                    | Expulsa pelo Big Brother (Dia 15)                                                                                             | Expulsa pelo Big Brother (Dia 15)    | Expulsa pelo Big Brother (Dia 15)                                               | Expulsa pelo Big Brother (Dia 15)                                                  | Expulsa pelo Big Brother (Dia 15)                                                      | Expulsa pelo Big Brother (Dia 15)                                                                      | Expulsa pelo Big Brother (Dia 15)                             | Expulsa pelo Big Brother (Dia 15)                                                   | Expulsa pelo Big Brother (Dia 15)                                                                       | Expulsa pelo Big Brother (Dia 15)                          | Expulsa pelo Big Brother (Dia 15)                           | Expulsa pelo Big Brother (Dia 15) | Expulsa pelo Big Brother (Dia 15) | Expulsa pelo Big Brother (Dia 15) | 11                  |
| Ilona                       | Carolina, João                                                                          | Catarina M, Margarida                                                                                         | David                                                           | Expulsa (Dia 15)                                                                           | Expulsa (Dia 15) | Expulsa (Dia 15)                     | Expulsa (Dia 15)                                                                | Expulsa (Dia 15)                                                                   | Expulsa (Dia 15)                                                                       | Expulsa (Dia 15)                                                                                       | Expulsa (Dia 15)                                              | Expulsa (Dia 15)                                                                    | Expulsa (Dia 15)                                                                                        | Expulsa (Dia 15)                                           | Expulsa (Dia 15)                                            | Expulsa (Dia 15)                  | Expulsa (Dia 15)                  | Expulsa (Dia 15)                  | 3                   |
| Catarina R                  | Daniel, João                                                                            | João, Jacques                                                                                                 | David                                                           | Expulsa (Dia 14)                                                                           | Expulsa (Dia 14) | Expulsa (Dia 14)                     | Expulsa (Dia 14)                                                                | Expulsa (Dia 14)                                                                   | Expulsa (Dia 14)                                                                       | Expulsa (Dia 14)                                                                                       | Expulsa (Dia 14)                                              | Expulsa (Dia 14)                                                                    | Expulsa (Dia 14)                                                                                        | Expulsa (Dia 14)                                           | Expulsa (Dia 14)                                            | Expulsa (Dia 14)                  | Expulsa (Dia 14)                  | Expulsa (Dia 14)                  | 7                   |
| Nelson                      | Nomeado                                                                                 | Expulso (Dia 8)                                                                                               | Expulso (Dia 8)                                                 | Expulso (Dia 8)                                                                            | Expulso (Dia 8) | Expulso (Dia 8)                      | Expulso (Dia 8)                                                                 | Expulso (Dia 8)                                                                    | Expulso (Dia 8)                                                                        | Expulso (Dia 8)                                                                                        | Expulso (Dia 8)                                               | Expulso (Dia 8)                                                                     | Expulso (Dia 8)                                                                                         | Expulso (Dia 8)                                            | Expulso (Dia 8)                                             | Expulso (Dia 8)                   | Expulso (Dia 8)                   | Expulso (Dia 8)                   | 1                   |
|                             |                                                                                         | |                                                                 |                                                                                            | |                                      |                                                                                 |                                                                                    |                                                                                        | |                                                               |                                                                                     | |                                                            |                                                             |                                   |                                   |                                   |                     |
| Notas                       | [ b ]                                                                                   | [ c ] | [ d ]                                                           | [ e ] [ f ]                                                                                | [ g ] | [ h ]                                | [ i ]                                                                           | (nenhum)                                                                           | (nenhum)                                                                               | (nenhum)                                                                                               | (nenhum)                                                      | (nenhum)                                                                            | (nenhum)                                                                                                | (nenhum)                                                   | (nenhum)                                                    | [ j ]                             | (nenhum)                          | (nenhum)                          |                     |
| Nomeados                    | Carolina, Catarina R, Daniel, João, Nelson                                              | André, Catarina M, Catarina R, Daniela, Jacques, Sérgio                                                       | André, David, Ilona, Margarida                                  | Catarina M, Catarina S, David, Leokádia, Renata                                            | André, Arthur, Carolina, Catarina S, Daniela, David, Fábio                                                                    | Bárbara, Gil, Inês                   | Alex, Daniela, David, Inês, Rita                                                | Arthur, Carolina, Fábio, Gabriel, Gil                                              | Alex, Carolina, Catarina M, David Gil, João                                            | Carolina, Daniela, Fábio, Inês, João, Renata                                                           | David, Daniela, Fábio, Margarida                              | André, Carolina, Daniel, Daniela, João                                              | Carolina, Daniela, David, Fábio, Gabriel, Inês                                                          | Carolina, David, Fábio, João                               | André, David, Fábio, João                                   | André, David, Fábio               | André, Fábio, Daniela, Inês       | André, Fábio, Daniela, Inês       |                     |
| Expulsos pelo Big           | (nenhum)                                                                                | (nenhum) | (nenhum)                                                        | Jacques                                                                                    | (nenhum) | (nenhum)                             | (nenhum)                                                                        | (nenhum)                                                                           | (nenhum)                                                                               | Catarina M                                                                                             | (nenhum)                                                      | (nenhum)                                                                            | (nenhum)                                                                                                | (nenhum)                                                   | (nenhum)                                                    | (nenhum)                          | (nenhum)                          | (nenhum)                          |                     |
| Desistentes                 | (nenhum)                                                                                | (nenhum) | (nenhum)                                                        | Luís                                                                                       | (nenhum) | (nenhum)                             | Sérgio                                                                          | (nenhum)                                                                           | (nenhum)                                                                               | (nenhum)                                                                                               | (nenhum)                                                      | (nenhum)                                                                            | (nenhum)                                                                                                | (nenhum)                                                   | (nenhum)                                                    | (nenhum)                          | (nenhum)                          | (nenhum)                          |                     |
| Expulsos                    | Nelson 43% (entre 2) para salvar                                                        | Catarina R 33% (entre 2) para salvar                                                                          | Ilona 39% (entre 2) para salvar                                 | Leokádia 32% (entre 2) para salvar                                                         | Catarina S 40% (entre 2) para salvar                                                                                          | Bárbara 46% (entre 2) para salvar    | Rita 38% (entre 2) para salvar                                                  | Arthur 32% (entre 2) para salvar                                                   | Alex 11% (entre 4) para salvar                                                         | Renata 43% (entre 2) para salvar                                                                       | Margarida 24% (entre 2) para salvar                           | Daniel 37% (entre 2) para salvar                                                    | Gabriel 43% (entre 2) para salvar                                                                       | Carolina 49% (entre 2) para salvar                         | João 46% (entre 2) para salvar                              | David 30% para salvar             | André 12% (entre 4) para vencer   | Fábio 18% (entre 3) para vencer   |                     |
| Expulsos                    | Nelson 43% (entre 2) para salvar                                                        | Catarina R 33% (entre 2) para salvar                                                                          | Ilona 39% (entre 2) para salvar                                 | Leokádia 32% (entre 2) para salvar                                                         | Catarina S 40% (entre 2) para salvar                                                                                          | Bárbara 46% (entre 2) para salvar    | Rita 38% (entre 2) para salvar                                                  | Arthur 32% (entre 2) para salvar                                                   | Gil 43% (entre 2) para salvar                                                          | Renata 43% (entre 2) para salvar                                                                       | Margarida 24% (entre 2) para salvar                           | Daniel 37% (entre 2) para salvar                                                    | Gabriel 43% (entre 2) para salvar                                                                       | Carolina 49% (entre 2) para salvar                         | João 46% (entre 2) para salvar                              | David 30% para salvar             | Daniela 39% (entre 2) para vencer | Daniela 39% (entre 2) para vencer |                     |
| Salvos                      | Catarina R 57% (entre 2) Carolina 43% (entre 3) João 36% (entre 4) Daniel 32% (entre 5) | André 67% (entre 2) Jacques 44% (entre 3) Daniela 37% (entre 4) Sérgio 46% (entre 5) Catarina M 51% (entre 6) | Margarida 61% (entre 2) David 21% (entre 4) André 51% (entre 4) | David 68% (entre 2) Renata 48% (entre 3) Catarina S 21% (entre 5) Catarina M 65% (entre 5) | Fábio 60% (entre 2) David 45% (entre 3) Arthur 29% (entre 4) Daniela 24% (entre 5) Carolina 42% (entre 6) André 31% (entre 7) | Gil 54% (entre 2) Inês 47% (entre 3) | Alex 62% (entre 2) David 46% (entre 3) Inês 61% (entre 4) Daniela 42% (entre 5) | Gil 68% (entre 2) Gabriel 70% (entre 3) Fábio 45% (entre 4) Carolina 47% (entre 5) | João 57% (entre 2) David 46% (entre 3) Carolina 32% (entre 5) Catarina M 66% (entre 6) | Fábio 57% (entre 2) Carolina 41% (entre 3) João 34% (entre 4) Inês 41% (entre 5) Daniela 41% (entre 6) | Fábio 76% (entre 2) David 60% (entre 3) Daniela 54% (entre 4) | Carolina 63% (entre 2) João 49% (entre 3) André 26% (entre 5) Daniela 43% (entre 5) | Fábio 57% (entre 2) Carolina 43% (entre 3) David 44% (entre 4) Inês 31% (entre 6) Daniela 36% (entre 6) | Fábio 51% (entre 2) João 37% (entre 3) David 44% (entre 4) | Fábio 54% (entre 2) André 42% (entre 3) David 35% (entre 4) | Fábio 34% André 36%               | Inês 61% (entre 2) para vencer    | Inês 61% (entre 2) para vencer    |                     |

Notas
1. ↑  No dia 14 de jogo, Arthur e Rita, terceiro e quarta colocada do ranking, entrariam na casa como participantes, assim como os não seleccionados Bárbara, Gil e Inês, dez dias após a entrada da dupla no programa.
2. ↑  No dia 2, João venceu a prova do Boomerang e evitou de ser expulso. Porém, horas depois, a equipe de produção revisou o jogo e afirmou que o verdadeiro vencedor foi André. Assim, João foi para o voto do público e André ficou a salvo das nomeações.
3. ↑       No dia 8, como encerramento da Semana 1, cada competidor se descreveu como "protagonista" ou "invisível". O líder Fábio teve que escolher um dos moradores "invisíveis" para receber uma má consequência; ele escolheu Sérgio. A consequência foi uma indicação direta para a Semana 2.
4. ↑           No dia 14, os dois novos companheiros, Arthur e Rita, entraram imunes e tiveram que escolher o companheiro menos competitivo; escolheram em consenso André, e ele foi automaticamente indicado. Depois disso, cada colega de casa votou em quem considerava o colega de casa menos competitivo. David, Ilona e Margarida foram os mais votados e foram candidatos à despejo. Os votos para Catarina R foram anulados, pois ela havia sido despejada momentos depois.
5. ↑           No dia 15, Catarina M abriu uma caixa que ganhou durante a semana. A caixa continha uma nomeação direta e uma imunidade, e Catarina M decidiria dar uma para si e outra para o seu maior aliado, Luís. Ela decidiu se autonomear e imunizar Luís, que desistiria à 1 semana.
6. ↑       No dia 15, Jacques recusou-se a nomear, como forma de protesto. A punição inicial decidida pelo Big Brother por seu comportamento foi uma nomeação automática; no entanto, no final do dia, ela foi expulsa.
7. ↑       No dia 23, como recompensa por serem as primeiras salvas do despejo da Semana 3, Catarina M e Catarina S foram instruídas a propor um colega de casa cada para ser automaticamente nomeado para a expulsão da Semana 4. As meninas escolheram Fábio e Sérgio, respectivamente. A decisão final foi do público, que votou em quem queria ver nomeado; Fábio foi o mais votado.
8. ↑       No dia 24, o trio Bárbara, Gil e Inês que não haviam passado da 1.ª fase, também se tornariam competidores oficiais, porém já em votação popular.
9. ↑       No dia 28, Arthur teve a chance de adivinhar qual dos três últimos indicados da Semana 4 (Catarina S, David e Fábio) seria expulso no dia seguinte. Se acertasse, sua maior aliada, Rita, ganharia imunidade; mas se errasse, Rita seria indicada. Arthur acabou previndo incorretamente que Fábio seria despejado, e por isso Rita foi automaticamente indicada.
10. ↑       No dia 92, as indicações foram para salvar um colega da casa de ir para a votação popular. Daniela foi votada por todos os outros competidores restantes e automaticamente se tornou finalista, ao lado de Inês que já havia ganhado o primeiro passaporte para a grande final.